# قوبالی
قوبالی (به لاتین: Qubalı) یک منطقه مسکونی در جمهوری آذربایجان است که در شهرستان حاجی‌قبول واقع شده است. قوبالی ۴۳۰ نفر جمعیت دارد.